# المساواة بين الجنسين في نيوزيلندا
تعني المساواة بين الجنسين تلقي جميع الرجال والنساء معاملة متساوية في جميع نواحي الحياة، وألا يتم التمييز بينهم على أساس جنسهم. تعد المساواة بين الجنسين حقًا من حقوق الإنسان، ويعترف بها الإعلان العالمي لحقوق الإنسان الصادر عن الأمم المتحدة، إذ تنص المادة 2 من الإعلان على الحق في عدم التعرض للتمييز على أساس الجنس.
أصبح موضوع المساواة بين الجنسين أساسيًا لتحقيق كل من التحديث والكفاءة الاقتصادية، ومفتاحًا للحكم السليم. نتيجة لذلك، نفذت حكومة نيوزلندا آليات مؤسساتية لتعزيز حالة النهوض بالمرأة، والمساواة بين الجنسين. في عام 2016، احتلت نيوزيلندا المرتبة 9 بين 144 دولة في التقرير العالمي للفجوة بين الجنسين الذي يصنف البلدان من حيث المساواة بين الجنسين، بالاعتماد على أربعة معايير، هي المشاركة في الحياة الاقتصادية، والصحة، والتعليم، والتمكين السياسي.
التزمت نيوزيلندا بتقديم الدعم الكامل لمكتب مفوض الأمم المتحدة السامي لحقوق الإنسان، ومنظمات الأمم المتحدة الرئيسة الأخرى، وبدعم الإعلان العالمي لحقوق الإنسان. شاركت نيوزيلندا في المناقشات الخاصة بحقوق الإنسان في الجمعية العامة للأمم المتحدة وفي الدورة السنوية للجنة الأمم المتحدة لحقوق الإنسان، وأعلنت دعمها لإعطاء النساء والأطفال والسكان الأصليين جميع حقوقهم.
علاوة على ذلك، صدقت نيوزيلندا على اتفاقية القضاء على جميع أشكال التمييز ضد المرأة في 10 يناير 1985، وصدقت أيضًا على البروتوكول الإضافي الاختياري في 7 سبتمبر 2000. تتولى وزارة المرأة في نيوزيلندا مسؤولية إدارة الشؤون المتعلقة بتنفيذ بنود اتفاقية القضاء على جميع أشكال التمييز ضد المرأة وبروتوكولها الاختياري. تقدم اللجنة المعنية بالقضاء على التمييز ضد المرأة توصيات بشأن أي قضايا تؤثر على المرأة وتتحمل الدولة مسؤولية معالجتها. اعتبارًا من شهر أبريل 2015، أصدرت اللجنة 29 توصية عامة بشأن القضايا التي تؤثر على المرأة والتي يتوجب على الدولة أن توليها المزيد من الاهتمام.

## نظرة عامة
وضع التقرير السنوي للمنتدى الاقتصادي العالمي حول الفجوة العالمية بين الجنسين لعام 2016 نيوزيلندا في المرتبة التاسعة بين دول العالم. يصنف المؤشر العالمي للفجوة بين الجنسين البلدان على أساس درجة تأخر النساء عن الرجال في مجالات الصحة والتعليم والمؤشرات الاقتصادية والسياسية. لا يصنف التقرير الحالات التي تتقدم فيها النساء على الرجال على أنها عدم مساواة.
تعد نيوزيلندا طرفًا في منظمة التعاون الاقتصادي والتنمية. أظهر التقرير النهائي للمنظمة، والخاص بالمساواة بين الجنسين في مجالات التعليم والتوظيف وريادة الأعمال، أن أغلب الأعمال التي تقوم بها النساء في نيوزيلندا غير مدفوعة، وأنهن، بشكل عام، يمتلكن كفاءات علمية أكثر من تلك التي يمتلكها الرجال النيوزيلنديون، وأن أداء الشركات الجديدة التي تديرها النساء في نيوزيلندا أفضل من أداء تلك التي يديرها الرجال.
مع أن فجوة الأجور بين الجنسين في نيوزيلندا تتضاءل ببطء، وجد تقرير منظمة التعاون الاقتصادي والتنمية أن التمويل الذي تقدمه حكومة نيوزيلندا لخطط الحد من حالة عدم المساواة بين الجنسين في البلاد منخفض عند مقارنته مع الدول الأخرى الأعضاء في المنظمة.

## تاريخ
على مر التاريخ، أثرت حالة عدم المساواة بين الجنسين بشكل عام على النساء أكثر من تأثيرها على الرجال، ونتيجة لذلك، أثار الموضوع الكثير من الجدل منذ القرن التاسع عشر.
لنيوزيلندا تاريخ طويل في تعزيز حالة المساواة بين المرأة والرجل، فقد كانت أول دولة في العالم تمنح النساء الحق في التصويت في القرن التاسع عشر. لم تكن النساء، قبل عام 1893، قادرات على الإدلاء بأصواتهم بالانتخابات، ولم يتمكنّ من الترشح للبرلمان حتى عام 1919. كانت إليزابيث مكومبس أول امرأة تفوز بانتخابات البرلمان في عام 1933، وفي عام 1949 أصبحت إيرياكا راتانا أول امرأة تنتمي لشعب ماوري (السكان الأصليين لنيوزيلندا) تنتخب لعضوية البرلمان النيوزيلندي، أما جيني شيبلي فكانت أول امرأة تشغل منصب رئيس وزراء نيوزيلندا في عام 1997، وبقيت في منصبها حتى عام 1999.
تمثل قوانين منع ممارسة المثلية الجنسية بين الرجال أحد الأشكال التاريخية لحالة اللامساوة بين الجنسين التي لم تنصف الرجال. أزيلت هذه القوانين مع سن قانون إصلاح قانون المثليين في عام 1986، وقوانين التجنيد العسكري.